# Be Ye Men of Valour
Be Ye Men of Valour („Seid tapfere Männer“) ist der Titel einer Radioansprache, die der damalige britische Premierminister Winston Churchill am 19. Mai 1940 während des Zweiten Weltkriegs auf dem Radiosender BBC hielt. Neun Tage nach dessen Amtsantritt war dies Churchills erste Radioansprache als Regierungschef.

## Inhalt
Zuerst schilderte Churchill die Lage nach dem Durchbruch von Panzertruppen der Wehrmacht durch die alliierten Linien nördlich der Maginot-Linie bei Sedan (siehe auch: Schlacht bei Sedan (1940)). Er behauptete, beide Seiten seien in einer „äußerst gefährlichen Lage“, so könne sich „die Szene sehr plötzlich ändern“. Man könne zuversichtlich einer „Stabilisierung der Fronten in Frankreich entgegen sehen“, und er tue dies auch. Die Oberhand könne jedoch nur durch „heftigste, erbarmungslose Angriffe“ und nicht durch Ausharren „hinter Zementwällen oder natürlichen Hindernissen“ gewonnen werden.
Laut Churchill habe die Luftwaffe im Kampf mit der Royal Air Force (RAF) trotz Überlegenheit drei bis vier Mal so hohe Verluste erlitten. Außerdem hätten britische schwere Bomber den kriegswichtigen deutschen Ölraffinerien „bereits großen Schaden zugefügt“. Churchill forderte eine drastische Erhöhung der Produktion von Waffen, Munition, Flugzeugen, Panzern, Granaten und Geschossen. Wie auch schon in seiner Antrittsrede informierte er schonungslos über die Schrecken, die im Laufe des weiteren Krieges zu erwarten seien („Dies ist eine der düstersten Epochen in der langen Geschichte Frankreich und Englands“).
Churchills neue Regierung war eine Allparteienregierung. Diese forderte Churchill nun auf, Streitigkeiten zu überwinden, denn der Entschluss, Krieg zu führen verbände nun alle Regierungsmitglieder. Zum Ende seiner Rede griff Churchill ein Zitat aus dem 1. Buch der Makkabäer auf:
„Heute ist das Trinitiatisfest. Vor Jahrhunderten wurden Worte geschrieben, auf dass sie den getreuen Dienern der Wahrheit und Gerechtigkeit ein Ruf und Ansporn seien: ‚Wappnet euch und seid tapfere Männer, und seid bereit zum Streite: denn es ist besser, im Kampfe umzukommen, als den Frevel anzusehen, der unserem Volke und unseren Altären angetan wird. Wie es Gott im Himmel will, so geschehe es.‘“ (1 Makk 3,58–60 )
Der Teil dieses Zitates, „seid tapfere Männer“ (Englisch: be ye men of valour) wurde Namensgeber der gesamten Ansprache.

## Film
In dem Film „Die dunkelste Stunde“ hält Gary Oldman in der Rolle als Winston Churchill ebenfalls diese Radioansprache.

## Trivia
Ausschnitte der Rede sind in dem Lied "Our Solemn Hour" der niederländischen Symphonic-Metal-Band Within Temptation zu hören. Die Worte "a solemn hour" (eine ernste Stunde) sind auch am Anfang der eigentlichen Rede enthalten. In dem Lied wird eine abgewandelte Version der Rede verwendet bei der "the Germans" ("die Deutschen") durch "the enemy" ("der Feind") ersetzt wurde.